# چوب‌استخوانی بیگ‌بند
چوب‌استخوانی بیگ‌بند (نام علمی: Ostrya chisosensis) نام یک گونه از سرده چوب‌استخوانی است.